# Organogallium
Un organogallium est un composé organométallique ayant une liaison carbone−gallium. Le principal intérêt industriel est le rôle de précurseur des semiconducteurs à base de gallium. C'est par exemple le cas du triméthylgallium Ga(CH3)3 pour la croissance épitaxiale de l'arséniure de gallium GaAs par MOCVD avec l'arsine AsH3 à 700 °C :
Ga(CH3)3 + AsH3 ⟶ GaAs + 3 CH4.
Le trichlorure de gallium GaCl3 est un réactif important pour introduire du gallium dans des composés organiques. L'état d'oxydation principal du gallium est +3, comme l'aluminium et les autres éléments du groupe 13,.

## Chimie des composés organogallium(III)

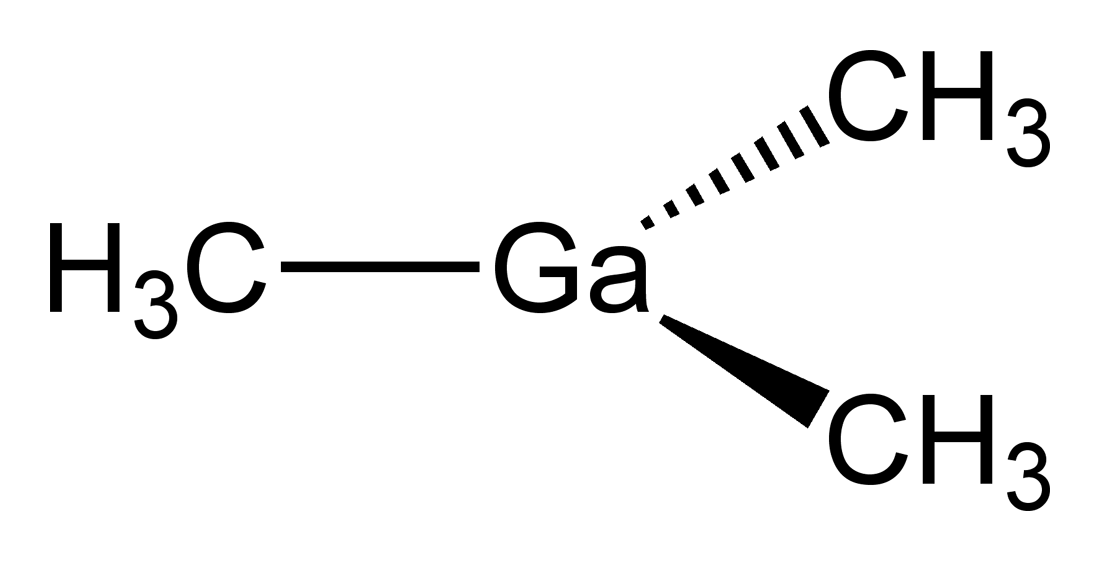
Triméthylgallium.

Triéthylgallium.

Les composés de la forme R3Ga, où R représente un groupe alkyle, sont des monomères, à la différence des composés organoaluminiques. L'acidité de Lewis décroît selon la séquence Al > Ga > In, raison pour laquelle ces composés de forment pas des dimères pontés comme le triméthylaluminium Al2(CH3)6. Les composés organogallium sont également moins réactifs que les composés organoaluminiques. Ils forment des peroxydes stables.
Les composés organogallium peuvent être synthétisés par transmétallation, par exemple par réaction du gallium avec le diméthylmercure (CH3)2Hg :
2 Ga + 3 (CH3)2Hg ⟶ 2 Ga(CH3)3 + 3 Hg.
Une autre voie fait intervenir des organolithiens ou des réactifs de Grignard :
GaCl3 + 3 CH3MgBr ⟶ Ga(CH3)3 + 3 MgBrCl.
Les composés organogallium sont des réactifs ou des intermédiaires dans plusieurs types de réactions organiques :
- les réactions de Barbier avec le gallium élémentaire, les substrats allyliques et les composés carbonylés ;
- carbométallation (en) (carbogallation)[4].

## Organométalliques des éléments lourds du groupe 13

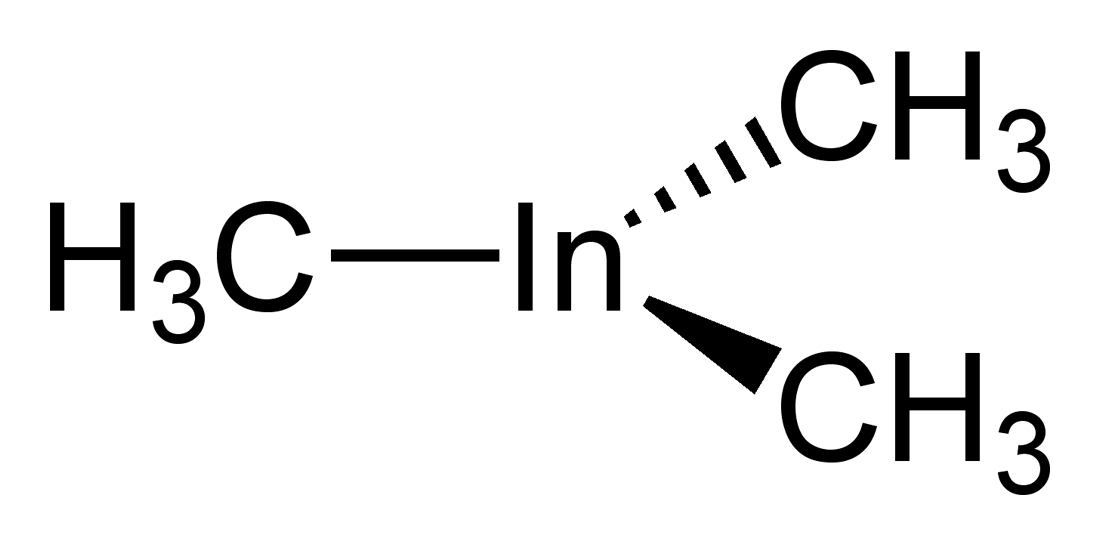
Triméthylindium.

Triéthylindium.

Les composés organométalliques de l'indium et du thallium ont des propriétés parallèles à celles des composés organogallium. L'indium et le thallium sont plus fréquemment à l'état d'oxydation +1, par exemple dans des composés apparentés aux métallocène comme le cyclopentadiénylindium(I) (en) (η5-C5H5)In et le thallocène (en) (η5-C5H5)Tl. Le triméthylindium In(CH3)3 est important dans l'industrie des semiconducteurs.
Le thallium permet la thallation électrophile des composés aromatiques, ce qui évoque la mercuration (élément voisin du groupe 12 dans le tableau périodique). Le trifluoroacétate de thallium(III) (CF3COO)3Tl est un réactif courant pour cette réaction. L'intermédiaire bisfluoroacétate d'arylthallium peut être isolé et converti en un halogénure d'aryle, un cyanure d'aryle, un thiol d'aryle ou un nitroaryle. L'iodation du para-xylène en est un exemple :